# جيمس بيتي
جيمس بيتي (بالإنجليزية: James Beattie)‏ (مواليد 27 فبراير 1978 في لانكاستر - إنجلترا) لاعب كرة قدم إنجليزي يعمل حاليا كمدرب لصالح نادي أكرينجتون ستانلي الإنجليزي منذ 2013.
و جاء في صفوف بلاكبيرن روفرز، والتوقيع في نهاية المطاف مهنيا بالنسبة لهم في عام 1995. ثم مضى بيتي الحصول على فترات في ساوثهامبتون وإيفرتون، شيفيلد يونايتد، ستوك سيتي، رينجرز، وفترة قصيرة على سبيل الإعارة في بلاكبول، قبل أن يعود في نهاية المطاف إلى شيفيلد يونايتد لفترة ثانية. عندما وقع من قبل ايفرتون، وفترته الأولى في شيفيلد يونايتد، أمر بأعلى رسوم مدفوعة من أي وقت مضى عن لاعب من قبل كل ناد آنذاك.

## بداية حياته
انضم بيتي إلى مدرسة الملكة إليزابيث، وهي مدرسة مستقلة في بلاكبيرن,في لانكشاير.وكان من السباحين الموهوبين، حيث صنف الثاني في البلاد في سباق 100م سباحة حرة, ولكنه تراجع عن السباحة لصالح كرة القدم بعد إصابته في أنسجة الغضروف على كتفه.
ومضى في تمثيل مدرسته، حيث كان يلعب للمدارس والمؤسسات التعليمية في بلاكبيرن، قبل إن ينضم إلى نادي بلاكبيرن روفرز كمتدرب في 7 مارس 1995م.

## الأندية

### بلاكبيرن روفرز
ظل بيتي من 7 مارس 1995م حتى أكتوبر 1996 متدربا، حتى شارك لأول مرة في التشكيلة الأساسية للفريق وأظهر المهنية التي يتمتع بها لـبلاكبيرن روفرز في أكتوبر 1996، عند خسارة فريقه على ملعبه 2-0 ضد آرسنال. لم يشارك مع الفريق الأول إلا في 7 مباريات فقط، لم ينجح في تسجيل هدف في أي واحدة منها، وفي عام 1998, تم نقله إلى ساوثهامبتون.

### ساوثهامبتون
انضم بيتي إلى ساوثهامبون في 1998 بقيمة مليون £, بانها لوزن كجزء من الصفقة التي أخذت كيفن ديفيز إلى ايوود بارك لمدة 7 ملايين جنيه إسترليني. وفرضت قيود على أثر بيتي في البداية لسلسلة من الإصابات، ولكن في نوفمبر 2000 بدأ شوط تهديف طويل، بعد 18 شهرا من دون هدف، وسجل عشرة أهداف في عشر مباريات، ووضع ساوثامبتون في موقف مريح، وتأمين مكانها في الدوري الإنجليزي الممتاز للموسم المقبل.لكن التشكيلة الأساسية تخلت عنه مرة أخرى، وسجل هدفين فقط في الفترة المتبقية من الموسم.
منح بيتي عقدا جديدا لمدة 4 سنوات في مارس 2001, لكنه فشل في التسجيل في الفترة المتبقية من موسم 2000-2001, وأول 5 مباريات في الموسم الذي يليه، حيث ظل 17 مباراة بدون تسجيل أي هدف، لكنه أنهى هذا الموسم 2001-2002 بتشكيلة رائعة من 14 هدف، على الرغم من نوبة لمدة شهرين بقي فيها على الهامش، والناتجة من إصابة في الكاحل لحقت به في مباراته مع الفريق ضد مانشستر يونايتد في يناير 2002.
في موسم 2002-2003 من الدوري الإنجليزي الممتاز، أحرز بيتي 23 هدف، وكان بذلك ثالث أعلى الهدافين في الدوري (وأعلى هداف إنجليزي) في ذلك الموسم.وساعد مستواه المتميز نادي ساوثهامبتون على أن يصل ناديه إلى نهائي كأس الاتحاد الإنجليزي في 2003, لأول مرة منذ عام 1976 عندما وصل إلى النهائي وفاز، لكنه خسر أمام آرسنال بهدف دون رد، واضطر بيتي أن يحصل على ميدالية الوصيف مع فريقه.
وترك بيتي ساوثهامبتون في يناير 2005, لينضم إلى نادي إيفرتون بقيمة 6 مليون £.

### إيفرتون
وجد بيتي أنه من الصعب أن يتعلق مستواه بمستوى ناديه الجديد إيفرتون، وفي خامس ظهور له مع نادي إيفرتون في 2004-05, طرد من المباراة لنطحه بعقب رأسه لـمدافع تشيلسي الفرنسي ويليام غالاس, مما أدى إلى إيقافه تلقائيا لمدة 3 مباريات، هذا بجانب سلسلة من الإصابات، جعلت مشاركاته مع إيفرتون محدودة في هذا الموسم.
لكن في موسم 2005-06 شهد مستوى بيتي تحسنا، حيث كان أعلى هداف للنادي بـ10 أهداف في الدوري الإنجليزي الممتز وهدف يوم خسارة فريقه عى أرضه 2-1 أمام فياريال في التصفيات المؤهلة لـدوري أبطال أوروبا (كما كان فياريال قد فاز على أرضه 2-1 أيضا).
خلال موسم 2006-07, وجد بيتي نفسه على هامش خطط مدرب إيفرتون في ذلك التوقيت ديفيد مويس, وشارك في 33 مباراة فقط، إلا أن 18 منها كانت مشاركته فيها على مقاعد البدلاء، وأحرز هدفين فقط في ذلك الموسم، كان الثاني في أكتوبر 2006, وبعدها فشل في هز الشباك مرة أخرى بقية الموسم. وخارج صالحه، أفادت الأنباء أن بلاكبيرن روفرز مهتمون بالتعاقد معه مرة ثانية، وتلا ذلك الأنباء التي أفادت أن شيفيلد يونايتد مهتمون بالحصول على خدماته.

### شيفيلد يونايتد
في مطلع أغسطس من عام 2007, وقع بيتي لنادي شيفيلد يونايتد في صفقة بلغت قيمتها 4 مليون £, وكانت أكبر قيمة انتقال يدفعها شيفيلد يونايتد. وفي أول مباراة له في الموسم الجديد، أحرز هدفا لفريقه في مرمى نادي كولشيستر يونايتد, ثم واصل الموسم بشكل جيد، يسجل الأهداف بانتظام، حتى نال لقب أفضل لاعب في البطولة لشهر سبتمبر. أنهى بيتي الموسم بمجموع 22 هدف في البطولة، ليصبح ثاني هداف في القسم. وبات بيتي أفضل لاعب (أو اللاعب المفضل) في ناديه.
في موسم 2008-09, حصل بيتي على رقم القميص 9, الذي كان ملكا لـروب هالس قبل انتقاله إلى ديربي كاونتي, وتابع بيتي تسجيل الأهداف، حيث كان قد سجل 12 هدفا قبل نهاية الموسم.

### ستوك سيتي
مع محاولة شيفيلد يونايتد لخفض التكاليف، عاد بيتي مجددا إلى الدوري الإنجليزي الممتاز في يناير 2009, بعد أن وقع لنادي ستوك سيتي لمدة عامين ونصف, بقيمة قد ارتفعت في نهاية المطاف إلى 3.5 مليون £. وكان له تأثيرا فوريا، حيث سجل هدفا لستوك سيتي في المباراة التي خسرها الفريق 3-1 أمام السبيرز في 27 يناير 2009. وسجل 7 أهداف أخرى لفريقه في هذا الموسم، مما ساعد الفريق في الاحتفاظ بموقعه في الدوري الإنجليزي الممتاز.
لكن بيتي لم يبدأ موسم 2009-10 بشكل جيد، بعد عدد من الإصابات أعاقت تدريبه استعدادا للموسم الجديد، فغادر ميدان اللعب في مباراة للنادي أمام تشيلسي على نقالة بعد 10 دقائق فقط من بداية المباراة، وسط مخاوف من اشتباه كسر في كاحله، على الرغم من أن الأشعة السينية أظهرت أنه لا شيء أكثر من تلف طفيف في الأنسجة. تعافى بيتي، واستعاد مكانه مرة أخرى في الجانب الهجومي، والمفاجأة أنها كانت على حساب النجم الصاعد ديف كيتسون, وعاد لتسجيل الأهداف بحلول أكتوبر 2009. مع ذلك، فقد أدت مشادة غرفة خلع الملابس بين بيتي وبوليس في ديسمبر 2009 حول مركز المهاجم الحظوة لدى المسئولين وتغيير موقفها واستبداله.

### رينجرز
خارج صالح ستوك سيتي، وقع بيتي على عقد لمدة عامين، مع ترك الخيار له في البقاء لسنة أخرى، مع أحد أقطاب الدوري الاسكتلندي رينجرز، بقيمة لم يكشف عنها في صيف 2010. وأصبح بيتي صاحب القميص رقم 19 في النادي.أصبح بيتي بذلك أول لاعب يوقع للنادي بشكل دائم في غضون عامين بسبب القيود المالية. لعب بيتي في أول مباراة فورا بعد توقيعه للنادي، حيث شارك في المباراة الافتتاحية للدوري الإسكتلندي ضد نادي كيلمارنوك.
سمح لبيتي أن ينضم إلى بلاكبول على سبيل الإعارة حتى نهاية الموسم, وفي نهاية أغسطس 2011, أنهى رينجرز عقد بيتي.

### العودة إلى شيفيلد يونايتد
في نوفمبر 2011, بدأ بيتي التدرب مع نادي بورنموث، مع المدرب لي برادبري الذي كان متحمسا للتعاقد معه. مع ذلك، ففي وقت لاحق من هذا الشهر، فقد انتقل بيتي للشمال ليتدرب مع ناديه القديم شيفيلد يونايتد، بعد سماح المدرب داني ويلسون له بأن يعيد تقييم لياقته البدنية. وحسب الأصول، وقع بيتي لناديه القديم في صفقة قصيرة الأجل حتى منتصف يناير 2012, وتم تسليمه القميص رقم 10. وقد أصيب في ربلة الساق أثناء التدريب.وكان أول ظهور له بعد العقد الجديد في نهاية ديسمبر 2011, عندما نزل كبديل في الدقيقة 89 في مباراة النادي أمام نادي نوتس كاونتي.
بحلول منتصف يناير، كان عقد بيتي قارب على الانتهاء، وقد أكد داني ويلسون أنه سيتم طرح تمديد العقد عليه، وأنه يأمل في أن يمدد العقد حتى نهاية الموسم. عندما كان مستقبله مع النادي محل شك، تلقى بيتي بطاقة حمراء مباشرة بسبب سلوكه العنيف في مباراة الفريق مع تشارلتون أتليتيك, بعد مرور بضع دقائق فقط على مشاركته في المباراة بعد نزوله كبديل، في المباراة التي خسرها الفريق 1-0, وعلى الرغم من هذه المسألة التأديبية، تم الاتفاق على تمديد عقده حتى نهاية الموسم.وقد استخدم بيتي كبديل لبقية فترة عقده مع النادي حتى ترك النادي في مايو 2012.

### أكرينجتون ستانلي
انضم بيتي إلى أكرينجتون ستانلي في 9 نوفمبر 2012 كلاعب مدرب. لعب لأول مرة مع النادي في 16 نوفمبر من العام نفسه عندما شارك كلاعب بديل في الدقيقة 79 لويل هاتفيلد في المباراة التي سقط فيها الفريق في فخ التعادل مع مضيفه بارنيت. فيما سجل أول هدف له مع النادي في 20 نوفمبر 2012, عندما سجل هدفا من ركلة جزاء في المباراة التي فاز بها النادي على نادي فليتوود تاون 3-1, بعد 1130 يوما بدون تسجيل أي هدف.
عين بيتي مدربا جديدا لستانلي في 13 مايو 2013.

## حياته الشخصية
عندما كان بيتي يلعب لساوثهامبتون في 2002, أدين بتهمة القيادة تحت تأثير الكحول، مما أدى إلى منعه من قيادة السيارات.
تزوج بيتي خطيبته (وتدعى سارة ريندل) في مانشستر في 20 مايو 2006. أنجبا طفلهما الأول، جيمس صامويل، في 6 سبتمبر 2006, ثم أنجبا الطفل الثاني (يدعى جوررج جيمس) في 23 أبريل 2010, وجاءت الطفلة الثالثة في 24 يوليو 2011 (تدعى هالي سارة).
في 2010, أعلن تأييده لحزب المحافظين, في الانتخابات العامة للمملكة المتحدة, متحدثا عن قلقه من حزب العمل الحاكم بعد زيادة ضريبة الدخل بنسبة 50%.

## البطولات والجوائز

### ساوثهامبتون
- مركز الوصيف في كأس الاتحاد الإنجليزي لكرة القدم عام 2003.

### رينجرز
- بطولة الدوري الاسكتلندي الممتاز موسم 2010-11

## وصلات خارجية
- جيمس بيتي على موقع قاعدة بيانات كرة القدم.إي يو (الإنجليزية)
- جيمس بيتي على موقع ناشيونال فوتبول تيمز (الإنجليزية)
- جيمس بيتي على موقع Soccerbase.com (لاعب) (الإنجليزية)
- جيمس بيتي على موقع Soccerway.com (الإنجليزية)
- جيمس بيتي على موقع عالم كرة القدم.نت (الإنجليزية)

1. ↑  "Premier League Player Profile". Premier League. مؤرشف من الأصل في 2012-09-30. اطلع عليه بتاريخ 2011-03-16.
2. ↑  "I knew I'd be back on top, says Beattie as Stoke striker returns to Everton". dailymail.co.uk. 13 مارس 2009. مؤرشف من الأصل في 2016-06-07. اطلع عليه بتاريخ 2011-11-25.
3. ↑  "Blackburn Rovers (0) – (2) 1 Arsenal". arseweb.com. 12 أكتوبر 1996. مؤرشف من الأصل في 2017-08-07. اطلع عليه بتاريخ 2011-11-25.
4. ↑  "Beattie completes Everton switch". BBC Sport. 4 يناير 2005. مؤرشف من الأصل في 2020-05-11. اطلع عليه بتاريخ 2010-08-12.
5. ↑  "Sheff Utd land Beattie and Carney". BBC Sport. 4 أغسطس 2007. مؤرشف من الأصل في 2007-10-18. اطلع عليه بتاريخ 2010-05-05.
6. ↑  "United records". Sheffield United F.C. مؤرشف من الأصل في 2008-12-02. اطلع عليه بتاريخ 2007-10-16.
7. ↑  "Beattie is top dog". Sheffield United F.C. 2 أكتوبر 2007. مؤرشف من الأصل في 2007-12-27. اطلع عليه بتاريخ 2007-10-05.
8. ↑  "Supporters Club Award Winners". Sheffield United F.C. 21 أبريل 2008. مؤرشف من الأصل في 2018-09-12. اطلع عليه بتاريخ 2008-04-21.
9. ↑  "Striker Beattie signs for Potters". bbc.co.uk. 12 يناير 2009. مؤرشف من الأصل في 2020-05-11. اطلع عليه بتاريخ 2009-01-12.
10. ↑  "Exclusive: Beattie signs!". stokecityfc.co.uk. 12 يناير 2009. مؤرشف من الأصل في 2009-01-13. اطلع عليه بتاريخ 2009-01-13.
11. ↑  "James Beattie faces the exit over row with Tony Pulis after failing to make peace". Times Online. 9 ديسمبر 2009. مؤرشف من الأصل في 2020-05-26. اطلع عليه بتاريخ 2009-12-09.
12. ↑  "James Beattie considers Stoke future over Pulis bust-up". bbc.co.uk. 8 ديسمبر 2009. مؤرشف من الأصل في 2017-08-07. اطلع عليه بتاريخ 2009-12-08.
13. ↑  "Rangers sign striker James Beattie from Stoke". bbc.co.uk. 13 أغسطس 2010. مؤرشف من الأصل في 2020-05-26. اطلع عليه بتاريخ 2010-08-13.
14. ↑  "Beattie Joins Gers!". rangers.co.uk. 13 أغسطس 2010. مؤرشف من الأصل في 2011-09-28. اطلع عليه بتاريخ 2010-08-13.
15. ↑  "Rangers on the verge of signing James Beattie and Tommy Smith". guardian.co.uk. 12 أغسطس 2010. مؤرشف من الأصل في 2010-08-15. اطلع عليه بتاريخ 2011-07-02.
16. ↑  "Rangers 2–1 Kilmarnock". BBC Sport. 14 أغسطس 2010. مؤرشف من الأصل في 2020-05-11. اطلع عليه بتاريخ 2011-08-14.
17. ↑  "Beattie joins Blackpool, Diouf heads for Rangers". MSN Sport. 31 يناير 2011. مؤرشف من الأصل في 2013-09-21. اطلع عليه بتاريخ 2011-07-02.
18. ↑  "Andy Reid and James Beattie captured by Blackpool". BBC Sport. 31 يناير 2011. مؤرشف من الأصل في 2017-08-07. اطلع عليه بتاريخ 2011-01-31.
19. ↑  "Rangers release striker James Beattie". BBC Sport. 1 سبتمبر 2011. مؤرشف من الأصل في 2020-05-04. اطلع عليه بتاريخ 2011-09-01.
20. ↑  "James Beattie training with AFC Bournemouth". BBC Sport. 11 نوفمبر 2011. مؤرشف من الأصل في 2020-05-04. اطلع عليه بتاريخ 2011-11-11.
21. ↑  "United target Beattie". The Sheffield Star. 17 نوفمبر 2011. مؤرشف من الأصل في 2013-09-21. اطلع عليه بتاريخ 2011-11-17.
22. ↑  "Back in training". Sheffield United F.C. 17 نوفمبر 2011. مؤرشف من الأصل في 2012-01-20. اطلع عليه بتاريخ 2011-11-17.
23. ↑  "Blades bring back Beattie". uk.eurosport.yahoo.com. 24 نوفمبر 2011. مؤرشف من الأصل في 2020-05-04. اطلع عليه بتاريخ 2011-11-24.
24. ↑  "Beattie has unfinished business at Blades after shock Lane departure". yorkshirepost.co.uk. 22 ديسمبر 2011. مؤرشف من الأصل في 2018-04-06. اطلع عليه بتاريخ 2011-12-22.
25. ↑  "Sheffield Utd 2 – 1 Notts County". BBC Sport. 27 ديسمبر 2011. مؤرشف من الأصل في 2017-08-07. اطلع عليه بتاريخ 2011-12-27.
26. ↑  "Beattie new deal". The Sheffield Star. 14 يناير 2012. مؤرشف من الأصل في 2013-09-21. اطلع عليه بتاريخ 2012-01-15.
27. ↑  "Charlton 1 – 0 Sheffield Utd". BBC Sport. 21 يناير 2012. مؤرشف من الأصل في 2020-05-26. اطلع عليه بتاريخ 2012-01-21.
28. ↑  "Beattie set to stay". Sheffield United F.C. 26 يناير 2012. مؤرشف من الأصل في 2012-02-28. اطلع عليه بتاريخ 2012-01-26.
29. ↑  "Trio offered new deals – 11 released". Sheffield United F.C. 30 مايو 2012. مؤرشف من الأصل في 2012-09-03. اطلع عليه بتاريخ 2012-05-30.
30. ↑  "James Beattie becomes Accrington Stanley player-coach". BBC Sport. مؤرشف من الأصل في 2016-01-08. اطلع عليه بتاريخ 2012-11-09.
31. ↑  "Barnet 1 – 1 Accrington". BBC Sport. 16 نوفمبر 2012. مؤرشف من الأصل في 2016-01-08. اطلع عليه بتاريخ 2012-11-17.
32. ↑  "Fleetwood 1–3 Accrington Stanley". BBC Sport. مؤرشف من الأصل في 2016-01-08. اطلع عليه بتاريخ 2012-11-21.
33. ↑  "James Beattie is Accrington Stanley's new manager". BBC. 13 مايو 2013. مؤرشف من الأصل في 2016-01-08. اطلع عليه بتاريخ 2013-05-13.
34. ↑  "Footballer banned from driving". BBC Sport. 13 سبتمبر 2002. مؤرشف من الأصل في 2017-08-07. اطلع عليه بتاريخ 2010-05-05.
35. ↑  "Celebrity X Factor". people.co.uk. 28 مارس 2010. مؤرشف من الأصل في 2012-10-18. اطلع عليه بتاريخ 2010-03-28.